# USS Ray K. Edwards (APD-96)
USS Ray K. Edwards (APD-96) là một tàu vận chuyển cao tốc lớp Crosley, nguyên được cải biến từ chiếc DE-237, một tàu hộ tống khu trục lớp Rudderow, và đã phục vụ cùng Hải quân Hoa Kỳ trong Chiến tranh Thế giới thứ hai. Nó là chiếc tàu chiến duy nhất của Hải quân Hoa Kỳ được đặt cái tên này, theo tên Hạ sĩ Thủy quân Lục chiến Ray Keith Edwards (1923-1942), người từng phục vụ tại Guadalcanal thuộc quần đảo Solomon, đã tử trận vào ngày 12 tháng 9, 1942 và được truy tặng Huân chương Ngôi sao Bạc. Nó đã phục vụ cho đến khi chiến tranh kết thúc, xuất biên chế năm 1946, rồi cuối cùng bị bán để tháo dỡ vào năm 1961.

## Thiết kế và chế tạo
Thiết kế của lớp Crosley dựa trên việc cải biến lớp tàu hộ tống khu trục Rudderow. Cấu trúc thượng tầng con tàu được mở rộng, đồng thời tháo dỡ bớt vũ khí trang bị để lấy chỗ bố trí nơi nghỉ cho 162 binh lính được vận chuyển cùng khoảng 40 tấn trang bị. Hệ thống động lực tương tự như với các lớp Buckley và Rudderow; là kiểu động cơ turbine-điện General Electric, cung cấp điện năng cho mô-tơ điện để dẫn động hai trục chân vịt.
Dàn vũ khí được giữ lại bao gồm một khẩu pháo 5 inch (130 mm)/38 cal bố trí một phía trước mũi; ba khẩu đội pháo phòng không Bofors 40 mm nòng đôi và sáu pháo phòng không Oerlikon 20 mm; vũ khí chống ngầm gồm hai đường ray Mk. 9 để thả mìn sâu. Thủy thủ đoàn đầy đủ bao gồm 15 sĩ quan và 168 thủy thủ; và con tàu được bố trí tiện nghi để vận chuyển 12 sĩ quan cùng 150 binh lính đổ bộ.
Ray K. Edwards được đặt lườn như là chiếc DE-237 tại Xưởng hải quân Charleston ở Charleston, South Carolina vào ngày 1 tháng 12, 1943. Nó được hạ thủy vào ngày 19 tháng 2, 1944, được đỡ đầu bởi bà Lena M. Edwards, mẹ của hạ sĩ Edwards. Đang khi được hoàn thiện, con tàu được xếp lại lớp như một tàu vận chuyển cao tốc vào ngày 17 tháng 7, 1944, mang ký hiệu lườn mới APD-96, và nhập biên chế cùng Hải quân Hoa Kỳ vào ngày 11 tháng 6, 1945 dưới quyền chỉ huy của Hạm trưởng, Thiếu tá Hải quân Caldwell R. Keyser.

## Lịch sử hoạt động

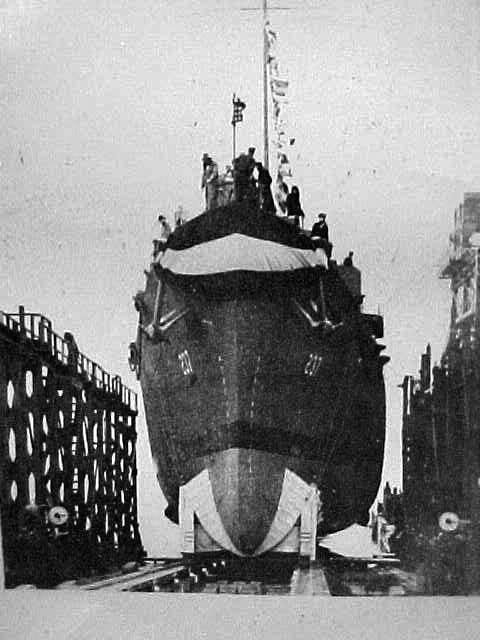
Ray K. Edwards được hạ thủy tại Xưởng hải quân Charleston ở Charleston, South Carolina, ngày 19 tháng 2 năm 1944, trước khi được cải biến thành một tàu vận chuyển cao tốc.

Sau khi hoàn tất việc chạy thử máy huấn luyện tại khu vực vịnh Guantánamo, Cuba, Ray K. Edwards được chuẩn bị để điều sang khu vực Mặt trận Thái Bình Dương. Tuy nhiên con tàu vẫn đang trên đường đi khi Nhật Bản chấp nhận đầu hàng vào ngày 15 tháng 8, giúp chấm dứt vĩnh viễn cuộc xung đột. Nó đi đến San Diego, California vào ngày 21 tháng 8, và tiếp tục đi đến Trân Châu Cảng, Hawaii vào ngày 12 tháng 9, nơi nó đảm nhiệm vai trò soái hạm của Đội vận chuyển 104 Hạm đội Thái Bình Dương.
Rời Trân Châu Cảng vào ngày 14 tháng 9, Ray K. Edwards hướng sang Viễn Đông, đi ngang qua Eniwetok và Okinawa trước khi đi đến Nhật Bản, và băng qua eo biển Bungo để thả neo tại Fukuro Wan vào ngày 8 tháng 10. Con tàu phục vụ tiếp liệu cho các tàu quét mìn, tàu đổ bộ LST và LCI được phái đến khu vực; nó ở lại vùng biển Nhật Bản cho đến hết năm 1945.
Lên đường quay trở về Hoa Kỳ, Ray K. Edwards băng qua kênh đào Panama vào ngày 24 tháng 4, 1946 để đi đến Boston, Massachusetts. Nó ghé qua Jacksonville, Florida và Charleston, South Carolina, và được đại tu để chuẩn bị ngừng hoạt động trước khi được kéo đến Mayport, Florida vào ngày 13 tháng 8.
Ray K. Edwards được cho xuất biên chế vào ngày 30 tháng 8, 1946 và được đưa về Đội Florida tại Green Cove Springs, Florida thuộc Hạm đội Dự bị Đại Tây Dương. Tên nó được cho rút khỏi danh sách Đăng bạ Hải quân vào ngày 1 tháng 6, 1960, và con tàu bị bán cho hãng B. F. Diamond Construction Company, Inc. tại Savannah, Georgia vào ngày 15 tháng 6, 1961 để tháo dỡ.

## Phần thưởng
Nguồn: Navsource Naval History
|  |  |  |
|  |  |  |

| Huân chương Chiến dịch Hoa Kỳ                 |                                      |                                         |
| Huân chương Chiến dịch Châu Á-Thái Bình Dương | Huân chương Chiến thắng Thế Chiến II | Huân chương Phục vụ Chiếm đóng Hải quân |